# Stavarsjön, Lappland
Stavarsjön är en sjö i Åsele kommun i Lappland och ingår i Gideälvens huvudavrinningsområde. Sjön har en area på 1,38 kvadratkilometer och ligger 254 meter över havet.

## Delavrinningsområde
Stavarsjön ingår i det delavrinningsområde (710117-162148) som SMHI kallar för Utloppet av Stavarsjön. Medelhöjden är 294 meter över havet och ytan är 8,24 kvadratkilometer. Räknas de 13 avrinningsområdena uppströms in blir den ackumulerade arean 92,09 kvadratkilometer. Stavarsjöbäcken som avvattnar avrinningsområdet har biflödesordning 3, vilket innebär att vattnet flödar genom totalt 3 vattendrag innan det når havet efter 112 kilometer. Avrinningsområdet består mestadels av skog (63 procent). Avrinningsområdet har 1,39 kvadratkilometer vattenytor vilket ger det en sjöprocent på 16,8 procent.